# Nichinan (Miyazaki)
Nichinan (日南市 Nichinan-shi?) es una ciudad en la Prefectura de Miyazaki, Japón. La ciudad fue fundada el 1 de enero de 1950. Al 1 de junio de 2019, la ciudad tiene una población estimada de 51 241 habitantes y una densidad de población de 95,6 personas por km2. La superficie total es de 536,11 km2.

## Clima
Nichinan tiene un clima subtropical húmedo (clasificación climática de Köppen Cfa) con veranos cálidos y húmedos e inviernos fríos. La temperatura media anual en Nichinan es 18,4 grados Celsius (65,1 °F). La precipitación media anual es de 2,763.8 mm (108,81 in) con junio como el mes más lluvioso. Las temperaturas son más altas en promedio en agosto, alrededor de 27,8 grados Celsius (82,0 °F), y el más bajo en enero, alrededor de 8,9 grados Celsius (48,0 °F).  La temperatura más alta jamás registrada en Nichinan fue de 38.1 ºC (100,6 °F) el 2 de agosto de 2013; la temperatura más fría jamás registrada fue −5.1 ºC (22,8 °F) el 24 de enero de 1976. 

## Demografía
Según los datos del censo japonés, la población de Nichinan en 2020 es de 50.848 personas.  Nichinan ha estado realizando censos desde 1920.

## Ciudades hermanadas
- Naha, Prefectura de Okinawa (desde el 24 de abril de 1969)
- Portsmouth, New Hampshire, Estados Unidos (desde el 5 de septiembre de 1985)
- Inuyama, Prefectura de Aichi (desde el 10 de agosto de 2000)
- Albany, Australia Occidental, Australia (desde el 17 de noviembre de 2010)